# Fontanellato
Fontanellato – miejscowość i gmina we Włoszech, w regionie Emilia-Romania, w prowincji Parma.
Według danych na rok 2004 gminę zamieszkiwały 6322 osoby, 119,3 os./km².